# Dania Ramírez
Dania Ramírez (Santo Domingo, 8 de noviembre de 1979) es una actriz dominicana. Apareció en tres episodios de la serie de televisión Buffy la cazavampiros interpretando a Caridad, una cazadora potencial. En la película X-Men: The Last Stand encarnó a Callisto y en la sexta temporada en la serie de HBO Los Soprano interpretó a Blanca Selgado, una madre soltera con un hijo de 3 años llamado Héctor. En la serie de televisión Héroes encarnó a Maya Herrera. También participó en el vídeo musical del rapero LL Cool J, "Hush", que fue dirigido por su novio, Jessy Terrero, y en el video de "Dime qué te pasó" del dúo de reguetón Wisin & Yandel. 
Recientemente se la vio en el vídeo Into the night, del grupo Santana, que protagonizó junto a Freddy Rodríguez.
En el 2010 trabajó en la 7.ª temporada de Entourage de HBO.
En el año 2012 apareció en la película American Pie: el reencuentro, interpretando el papel de Selena. Actualmente trabaja en la serie Devious Maids como la criada Rosie.

## Filmografía

### Film
| Año  | Título                             | Rol                | Notas                |
| ---- | ---------------------------------- | ------------------ | -------------------- |
| 2002 | 25th Hour                          | Daphne             |                      |
| 2004 | Little Black Boot                  | Laurie Rodriguez   | Corto                |
| 2004 | The Ecology of Love                | Alila              | Corto                |
| 2004 | Cross Bronx                        | Mia                |                      |
| 2004 | She Hate Me                        | Tinotenda Kahondo  |                      |
| 2004 | Fat Albert                         | Lauri              |                      |
| 2005 | Romy and Michele: In the Beginning | Elena              | Film para TV         |
| 2006 | X-Men: The Last Stand              | Callisto           |                      |
| 2007 | Illegal Tender                     | Ana                |                      |
| 2008 | Ball Don't Lie                     | Carmen             |                      |
| 2008 | The Fifth Commandment              | Angel              |                      |
| 2008 | Quarantine                         | Sadie              |                      |
| 2009 | The Devil's Tomb                   | Shanae             | Directo a video      |
| 2010 | Next Big Thing                     | La Chica           | Corto                |
| 2012 | American Reunion                   | Selena             |                      |
| 2012 | Premium Rush                       | Vanessa            |                      |
| 2013 | N.Y.C. Underground                 | Jessica            | Directo a video      |
| 2015 | Mojave                             | Detective Beaumont |                      |
| 2015 | First Response                     | Camilla            | Film para TV         |
| 2017 | Lycan                              | Isabella Cruz      |                      |
| 2018 | Off the Menu                       | Javiera Torres     |                      |
| 2018 | Suicide Squad: Hell to Pay         | Scandal Savage     | Voz, directo a video |
| 2019 | Jumanji: The Next Level            | PNJ Seductora      |                      |

### Televisión
| Año     | Título                      | Rol                        | Notas                                |
| ------- | --------------------------- | -------------------------- | ------------------------------------ |
| 2003    | Buffy the Vampire Slayer    | Caridad                    | Recurrente: Temporada 7              |
| 2003    | Run of the House            | Lucy                       | Episodio: "The Party"                |
| 2004    | 10-8: Officers on Duty      | Inez                       | Episodio: "Gypsy Road"               |
| 2005    | Dr. Phil                    | Ella misma                 | Episodio: "Dr. Phil & Dr. Bill"      |
| 2006-07 | The Sopranos                | Blanca Selgado             | Recurrente: Temporada 6              |
| 2007-08 | Heroes                      | Maya Herrera               | Principal: Temporadas 2-3            |
| 2010    | America's Next Top Model    | Ella misma /Jueza Invitada | 2 Episodios                          |
| 2010    | Entourage                   | Alex                       | Principal: Temporada 7               |
| 2013-16 | Devious Maids               | Rosie Falta                | Principal                            |
| 2017-18 | Once Upon a Time            | Cenicienta/Jacinda Vidrio  | Principal: Temporada 7               |
| 2018    | Justice League Action       | Red Velvet                 | Voz, episodio: "She Wore Red Velvet" |
| 2018-19 | Tell Me a Story             | Hannah Perez               | Principal: Temporada 1               |
| 2021-   | Sweet Tooth                 | Aimee Eden                 | Principal                            |
| 2023-   | Alert: Missing Persons Unit | Nikki Batista              | Principal                            |